# カール・ピーニ
カール・ピーニ（Carl Pini, 1934年1月2日 - ）は、イギリスのヴァイオリン奏者。
ロンドンにチェロ奏者のアンソニー・ピーニの息子として生まれる。ヴァイオリン奏者だった母親に幼少期よりヴァイオリンの手ほどきを受け、11歳からサシャ・ラッセルソンに師事。19歳の時にパリに留学してルネ・ベネデッティに師事。1960年からロンドン弦楽四重奏団の第一ヴァイオリン奏者となり、フィロムジカ・オヴ・ロンドンにも所属したが、1968年にシドニーで自分の名前を冠した弦楽四重奏団を結成。1974年からイギリス室内管弦楽団の共同リーダーとなり、1975年からエディンバラ音楽祭で指揮活動もするようになった。また1975年から1980年までフィルハーモニア管弦楽団のコンサートマスターを務めた。1983年から1989年までオーストラリア室内管弦楽団の芸術監督を務めた。